# Zaouiat Ben Hmida
Zaouiat Ben Hmida (franska: Zaouiat Ben Hmida (CR), Zaouiat Ben Hmida (Commune Rurale), arabiska: تكاط) är en kommun i Marocko.   Den ligger i provinsen Essaouira och regionen Marrakech-Safi, i den norra delen av landet, 300 km sydväst om huvudstaden Rabat. Antalet invånare är 6 395.